# Quận Gonzales, Texas
Quận Gonzales (tiếng Anh: Gonzales County) là một quận trong tiểu bang Texas, Hoa Kỳ. Quận lỵ đóng ở thành phố. Theo kết quả điều tra dân số năm 2000 của Cục điều tra dân số Hoa Kỳ, quận có dân số người.
Thủ phủ là thành phố Gonzales.
Theo Cục điều tra dân số Hoa Kỳ, quận có tổng diện tích là 1.070 dặm vuông (2.771 km ²), trong đó, 1.068 dặm vuông (2.765 km ²) là đất và 2 dặm vuông (6 km ²) của nó (0,19%) là diện tích mặt nước. 

## Thông tin nhân khẩu
Theo điều tra dân số [25] năm 2000, đã có 18.628 người, 6.782 hộ, và 4.876 gia đình sống trong quận. Mật độ dân số là 17 người cho mỗi dặm vuông (² 7/km). Có 8.194 đơn vị nhà ở với mật độ trung bình là 8 cho mỗi dặm vuông (3/km ²). Cơ cấu chủng tộc của quận gồm 72,25% người da trắng, 8,39% da đen hay Mỹ gốc Phi, 0,53% người Mỹ bản xứ, 0,26% người châu Á, 0,09% người đảo Thái Bình Dương, 16,48% từ các chủng tộc khác, và 2,01% từ hai hoặc nhiều chủng tộc. 39,62% dân số là người Hispanic hay Latino thuộc chủng tộc nào.
Có 6.782 hộ, trong đó 34,20% có trẻ em dưới 18 tuổi sống chung với họ, 54,00% là các cặp vợ chồng sống với nhau, 12,30% có chủ hộ là nữ không có mặt chồng, và 28,10% là không lập gia đình. 25,20% của tất cả các hộ gia đình đã được tạo thành từ các cá nhân và 14,30% có người sống một mình 65 tuổi trở lên đã được người. Bình quân mỗi hộ là 2,69 và cỡ gia đình trung bình là 3,21.
Trong quận, dân số có độ tuổi với 28,00% ở độ tuổi dưới 18, 8,70% 18-24, 25,70% 25-44, 20,90% 45-64, và 16,80% người 65 tuổi trở lên. Tuổi trung bình là 36 năm. Cứ mỗi 100 nữ có 98,40 nam giới. Cứ mỗi 100 nữ 18 tuổi trở lên, đã có 95,00 nam giới.
Thu nhập trung bình cho một hộ gia đình trong quận đã được $ 28.368, và thu nhập trung bình cho một gia đình là $ 35,218. Nam giới có thu nhập trung bình $ 23.439 so với 17.027 $ cho phái nữ. Thu nhập trên đầu cho các quận được $ 14,269. Giới 13,80% gia đình và 18,60% dân số sống dưới mức nghèo khổ, trong đó có 23,60% những người dưới 18 tuổi và 19,40% có độ tuổi từ 65 trở lên.